# Helina rastrella
Helina rastrella är en tvåvingeart som beskrevs av Xue 1985. Helina rastrella ingår i släktet Helina och familjen husflugor. Inga underarter finns listade i Catalogue of Life.